# Kodou
Pour plus de détails, voir Fiche technique et Distribution.
Kodou est un film sénégalais en noir et blanc d'Ababacar Samb Makharam sorti en 1971.
Le film suit une jeune fille, Kodou, qui se soumet à un tatouage des lèvres mais elle fuit durant la cérémonie, à l'encontre de la tradition. La famille de Kodou est déconsidérée, ses amies se moquent d'elle. Elle devient folle et s'en prend aux jeunes enfants. Ses parents finissent par l'emmener dans un hôpital psychiatrique dirigé par un médecin européen, sans résultat. Ils décident alors de la soumettre à une séance d'exorcisme traditionnel. 

## Synopsis
Durant un long panoramique sur la brousse puis sur le village, on entend les cris d'une femme alternant avec le chant du muezzin. C'est le matin. La jeune femme est ligotée. Le père de famille demande à ce qu'on l'amène et l'attache sous l'arbre. Il se veut stoïque et digne face aux arguments de son épouse. Arrive Massar, le commerçant dragueur, avec sa 2CV, qui vend ou troque les baguettes de pain. Sa voiture tombe en panne. Le paysan Lana lui prête son bourricot pour aller au village. Il voit Kodou attachée, qui refuse son repas. Il tente de lui offrir une friandise mais sans succès. Le père explique qu'elle n'est pas normale.
Flashback : Demain arrive la tatoueuse, les jeunes femmes hésitent car cela occasionne des frais. Leur mère cherche Latyr, son jeune fils, et le réprimande de jouer ainsi dehors au crépuscule, lorsque « les esprits du mal cherchent leur proie ». Le lendemain, le rituel de tatouage commence sur des chants d'encouragement : la tatoueuse enduit les lèvres d'un onguent foncé et commence à piquer. Latyr prévient sa mère que Kodou se fait tatouer. Elle arrive sur les lieux après que Kodou ait quitté le rituel. La mère s'écroule, déshonorée et se sent couverte de honte. Kodou se réfugie dans le bois, un tissu sur la bouche. Latyr lui amène du lait qu'elle suce avec une paille. Au village, les femmes se moquent d'elle et s'esclaffent en chantant quand elle va au puits, la traitant de folle. Elle demeure silencieuse.
Elle rêve : se détachant sur le ciel, des femmes défilent en tapant des mains pour arriver à un banc où se repose un homme. Kodou lui donne à boire. Il s'en va sur un cheval blanc, mais des hommes arrivent qui veulent abuser d'elle. Elle appelle le cavalier, se sentant trahie. Latyr la réveille.
La mère explique à Massar, le vendeur de pain, qu'on la dénomme dorénavant « la femme du cavalier », ajoutant que les enfants ne l'épargnent pas. Répondant à leurs provocations, Kodou s'est en effet mise à taper sur des enfants, ce qui explique qu'elle soit attachée.
Dans des images oniriques, Kodou s'attaque aux hommes qui rentrent du travail et les ligotent. Ceux-ci se vengent sur elle. La mère indique qu'un voyant a dit qu'elle est hantée par de mauvais génie et qu'il faudrait la laisser aux fourmis, mais elle ne s'y résout pas. Le commerçant indique que le désespoir profite aux charlatans et qu'il faudrait l'hospitaliser.
Le lendemain matin, Kodou lui demande de l'emmener avec lui. Il répare sa voiture. Les enfants se groupent autour de Kodou et la harcèlent. Massar revient la voir, qui gémit par terre et lui redemande de l'emmener. Lana tape sur son fils Galali à la suite du harcèlement des enfants. Massar détache Kodou, reprochant au père Madiagne de la laisser sans aide. Celui-ci va trouver le marabout pour conseil, lequel répond que le savoir est multiple et l'avise de la laisser partir. Massar part avec Kodou et sa mère.
A l'hôpital, le médecin, un ami de Massar, les reçoit. Le psychiatre blanc préconise du repos. Une femme délire sur un autre lit. Alors que Kodou pleure, une infirmière lui fait une piqûre.
En image oniriques en bord de mer, un homme sort Kodou de l'eau. Le psychiatre explique son traumatisme et son isolement à une réunion de travail. Son mutisme évolue vers une certaine ouverture où elle déclare que ses parents ne l'aiment pas. On lui fait des électrochocs. Le psychiatre les arrête. Il analyse le cas de Kodou pour son service, indiquant qu'elle s'est réfugiée dans l'imaginaire, le fantastique, la fuite dans le délire et l'hallucination. Massar et la mère arrivent, laquelle constate son mutisme et voudrait l'amener chez un guérisseur. « Puisqu'elle a failli à la tradition, une autre cérémonie pourrait-elle lui redonner son équilibre ? », demande une interne.
La mère va voir le guérisseur accompagnée de Kodou, mais il doit consulter. Des chants, percussions et rituels préparent Kodou à la cérémonie. Elle entre en transe et finit par danser tandis que les femmes marchent en cercle et dansent autour des éléments du rituel. Une chèvre est sacrifiée. Un pilon est enfoncé et des récipients disposés dans le sable, qui sont remplis d'eau. Du lait est versé sur le pilon et les récipients tandis que la chèvre est dépecée.
Une foule est rassemblée au son des tambours et le contenu des récipients est dispersé sur la place. Suivant le guérisseur N'Diarre N'Diao, les femmes dansent en rond autour d'éléments sacrés plantés dans le sol. Kodou est tombée par terre. Les femmes continuent de danser autour de Kodou, et la secouent au rythme effréné des tambours. Kodou se joint aux femmes et au guérisseur dans leur ronde chantée et dansée, qui invoquent le génie.
Massar arrive au village en voiture, qui ramène Kodou à sa famille. Les enfants se rassemblent mais sa sœur Aram leur demande de rentrer chez eux. La caméra se déplace vers des branches sur le ciel.

## Fiche technique
- Réalisation : Ababacar Samb Makharam
- Assistantes réalisateur : N'Goné M'Boup, Fama Seck
- Assistant réalisateur : Mame Thierno Sow
- Scénario : Annette Mbaye d'Erneville
- Adaptation et dialogues : Ababacar Samb Makharam
- Directeur de production : Paulin Soumanou Vieyra
- Chef opérateur : Baïdy Sow
- Caméraman : Pap Tafsir Thiam
- Script-girl : Coumba Gueye
- Son : Jules Diagne, Jacques Augier
- Mixage : Pierre Calvet
- Régisseur général : Ibrahima Barro
- Photographe : Papa Kane Diaw
- Montage : Claire Pignero, Gisèle Misi
- Production : Baobab Films
- Pays de production :  Sénégal
- Distribution : Les Ateliers de l'Arche (Dakar)
- Langue originale : wolof
- Durée : 89 minutes

## Distribution
- Fatou Fall : Koudou
- Madeleine Diallo : N'Doumbé
- Dieynaba Niang : Beukau
- N'Deye Gueye : Aram
- Doudou Diop : Massar
- Mohamed Latyr Seck : Latyr
- N'Doye Lati Diagne : Lana
- Coumba Gueye : Madame Cissé
- Aïssata Ka : Mané
- Nar Sene : le cavalier
- Jacques Zwingelstein : le psychiatre
- Fernand Delphin : le professeur
- Daouda Seck : l'officiant guérisseur

## Production
Le film est produit par Baobab Film, société de production d'Ababacar Samb Makharam. Il est financé grâce au prix de l'Agence de coopération culturelle et technique du meilleur scénario pour celui d'Annette Mbaye d'Erneville, le premier à être décerné, en 1970, d'un montant de 5 millions de FCFA. Il est tourné en 16 mm en noir et blanc, puis gonflé en 35 mm étant donné sa qualité. Le réalisateur a trouvé son interprète Fatou Fall par hasard dans une rue de Dakar. Les acteurs sénégalais sont non-professionnels, sauf trois. Les dialogues étaient en français et leur fallait les traduire en wolof. Toute l'équipe est sénégalaise, en dehors d'un preneur de son québécois et des acteurs français. Samb indique s'être fâché avec sa monteuse française qui ne voulait pas respecter la longueur de certains plans selon la tradition orale africaine. Le film est tourné à Keur Massar, sur un tournage de cinq semaines en avril-mai 1971, difficile à cause du vent.
Le générique indique « le bienveillant concours du Conseil québécois pour la diffusion du film ».

## Accueil
Paulin Soumanou Vieyra considère Koudou comme « un des films africains les plus accomplis sur le plan de la mise en scène ». 

## Distinctions
- Prix de l'Agence de coopération culturelle et technique, pour le scénario d'Annette Mbaye d'Erneville, 1970.
- Prix Georges Sadoul, 1971.
- Prix de la critique internationale au Festival du film panafricain de Ouagadougou, 1972.

## Analyse
Le film met l'accent sur le tatouage des lèvres avec des piqûres d'épingles, signe de beauté. Kodou n'est pas préparée à souffrir et sa fuite cause le déshonneur de sa famille. Le traumatisme la fait plonger dans la folie. Pour la soigner, on a recours, selon Paulin Soumanou Vieyra à la pratique traditionnelle du Ndoep. Il note que, contrairement à de nombreux films africains, « le conflit se situe au sein même de la tradition africaine, ce qui met en jeu ces traditions quant à leur finalité ».
Le traumatisme déclenche le fantasme d'avoir été violée par un cavalier, ce qui nécessite une thérapie à choisir entre la méthode occidentale et l'africaine. « La maladie de Kodou est culturelle », indique le réalisateur. Il faut donc la réintégrer dans son contexte, dans sa communauté. Il voit dans la nouvelle d'Annette Mbaye d'Erneville une allégorie sur le destin de l'Afrique. Samb « clôt son interrogation sur un dilemme, sans imposer de réponses toutes faites », écrit Guy Hennebelle. En effet, Samb lui répond : « A la différence de Rouch dans Petit à petit, je ne dis pas qu'il nous faut revenir à nos origines (ce qui serait réactionnaire), je ne dis pas qu'il faut copier l'Occident (ce qui serait du mimétisme), je dis qu'il nous faut dépasser cette contradiction. » .